# Thanburudhoo (Kaafu-atol)
Thanburudhoo is een van de onbewoonde eilanden van het Kaafu-atol behorende tot de Maldiven.